# Leopold Rosner

Leopold Rosner

Leopold Rosner (Pseudonym Hohenmarkt) (* 21. Mai 1838 in Pest; † 23. Juli 1903 in Wien) war ein österreichischer Schauspieler, Schriftsteller, Buchhändler und Verleger.

## Leben
Da es in der Familie seiner Mutter mehrere Buchhändler gab, wurde Leopold Rosner schon früh in diesem Gewerbe ausgebildet. Er ging jedoch ans Theater und wirkte von 1858 bis 1861 als Schauspieler in Preßburg, dann am Carltheater in Wien unter Johann Nestroy und in Innsbruck. Schon während seiner Schauspielerzeit arbeitete er mit der Wallishausserschen Buchhandlung zusammen, indem er für deren Besitzer, Joseph Klemm, das Wiener Theater-Repertoire redigierte. 1861 begann er dann regulär in dieser Buchhandlung zu arbeiten und wurde dort Geschäftsführer. 1871 gründete er eine eigene Buchhandlung, die zum Treffpunkt von Wiener Literaten und Künstlern wurde. Ebenfalls gründete er einen Verlag, in dem Schriften zum Theater, zur Literatur- und Kunstgeschichte, aber auch zu Politik und Wirtschaft erschienen. Er gab u. a. die Werke von Ferdinand Kürnberger, Friedrich Schlögl, Adolf von Wilbrandt, und zwei Dramen von Marie von Ebner-Eschenbach heraus. Seine besondere Sorgfalt galt der Edition der Werke seines Freundes Ludwig Anzengruber. Mit der Reihe Neues Wiener Theater gab er ab 1872 eine bedeutende Quellensammlung für das Wiener Theaterrepertoire der 1870er und 1880er Jahre heraus. Auch gab er die gesammelten Feuilletons von Daniel Spitzer unter dem Titel Wiener Spaziergänge heraus. Nach einer Krankheit im Jahre 1889 zog sich Rosner aus dem Verlagsgeschäft zurück und widmete sich nur noch seiner schriftstellerischen Arbeit. Rosners Tochter Helene, verehelichte Pütz, war Schauspielerin, sein Sohn Karl Rosner war Schriftsteller.
Leopold Rosners Nachlass liegt bei der Wiener Stadt- und Landesbibliothek.
Friedrich Arnold Mayer charakterisiert Leopold Rosner folgendermaßen:
Immer ehrlich und gerade heraus, stark in Liebe und in Haß, warm und herzlich gegen gute und charakterfeste, intolerant und schonungslos gegen schlechte und unzuverlässige Menschen, war er selbst eine anima candida; ein einfacher, bescheidener Mann, aber eine vornehme Natur durch und durch, ein wahrer Adelsmensch, in dessen Freundschaft jedermann ein Adelszeugnis für sich selbst sehen durfte.

## Werke (Auswahl)
- Erinnerungen an Anzengruber. Julius Klinkhardt, Leipzig und Wien 1891 (online).
- Fünfzig Jahre Carl-Theater (1847–1897). Ein Rückblick. Schworella & Heick, Wien 1897 (Digitalisat vom Internet Archive).
- Aus den Papieren eines Wiener Verlegers 1858–1897. Persönliches, literarisches, theatralisches. Hrsg. von Friedrich Arnold Mayer. Braumüller, Wien 1908 (Digitalisat).
- Schatten aus dem alten Wien. Erinnerungen. Hrsg. von Karl Rosner. Meyer & Jessen, Berlin 1910
- Appetit-Lexikon. Ein alphabetisches Hand- und Nachschlagebuch über alle Speisen und Getränke. Zugleich Ergänzung eines jeden Kochbuches. Hrsg. von Robert Habs und Leopold Rosner. Wien 1894. Nachdruck Insel Verlag, Frankfurt a. M. 1998, ISBN 3-458-33953-1

## Herausgeberschaft
- Ferdinand Raimunds Dramatische Werke in 3 Bänden. Mit Einl. von Leopold Rosner. Knaur, Berlin 1903
- Johann Nestroy's Werke. Neunzehn Theile in zwei Bänden. Eingel. von Leopold Rosner. Knaur, Berlin 1903.
- Das neue Vortragsbuch. Eine reiche Auswahl ernster und heiterer Declamationsstücke. Hartleben, Wien 1894